# 楊紹先
楊紹先（？－535年或以後），仇池氐人，是仇池首領楊集始的兒子。
楊集始在503年去世後，北魏立楊紹先為武興王。由於楊紹先年幼，國事由兩位叔父楊集起、楊集義取決。
505年，楊集起、集義立楊紹先為帝，北梁州刺史邢峦派建武将军傅竖眼進攻武興。506年初，魏軍攻佔武興，俘楊紹先，把他送到洛陽。楊集起、集義逃走，武興國滅亡，魏以其地為武興鎮，後改為東益州。
後來楊紹先趁北魏內亂逃歸武興，復稱王，仍向魏稱藩。楊紹先死後，《北史》稱政權由其子楊辟邪繼承，《梁書》稱由其子楊智慧繼承。
| 前任： 楊集始 | 仇池首領 503年－506年及 ？－535年或以後 | 繼任： 楊辟邪或 楊智慧 |